# Chalcoscirtus carbonarius
Chalcoscirtus carbonarius là một loài nhện trong họ Salticidae.
Loài này thuộc chi Chalcoscirtus. Chalcoscirtus carbonarius được James Henry Emerton miêu tả năm 1917.